# Battiti (programma radiofonico)
Battiti è una trasmissione radiofonica in onda su Radio Rai 3 dal 16 giugno 2003 dal lunedì alla domenica da mezzanotte alle 01:30. Nato dalle ceneri di ''Fonorama'', 
il programma, curato da Pino Saulo e condotto da Ghighi Di Paola, Antonia Tessitore e Chiara Colli, dedica particolare attenzione al jazz, alla musica afroamericana e alle novità discografiche attraverso interviste, puntate monografiche, inchieste e registrazioni dal vivo.